# Петровский сельский совет (Шевченковский район)
Петровский сельский совет — входит в состав Шевченковского района Харьковской области Украины.
Административный центр сельского совета находится в селе Петровка.

## История
- 1992 — дата образования.

## Населённые пункты совета
- село Петровка
- село Горожановка
- село Ивановка